# Французский военный контингент в Афганистане
Французский военный контингент в Афганистане (фр. Forces françaises en Afghanistan) — подразделение вооружённых сил Франции, которое действовало в составе сил ISAF.

## История
Для участия в военной операции Франция отправила авиагруппу (шесть истребителей-бомбардировщиков Dassault Mirage 2000D и два самолёта-заправщика C‑135F), которые первоначально базировались на территории Таджикистана, в аэропорту Душанбе, но 26 сентября 2007 года были передислоцированы в Афганистан - на авиабазу Кандагар.
В феврале 2008 года было принято решение о увеличении численности войск. 1 ноября 2009 года французские войска в Афганистане были переформированы в соединение "Лафайет" (Task Force La Fayette). В 2012 году основная часть французских войск покинула Афганистан и 25 ноября 2012 года соединение "Лафайет" было расформировано.
По состоянию на 1 августа 2013 года, численность французского контингента составляла 266 военнослужащих.
28 декабря 2014 года командование НАТО объявило о том, что операция "Несокрушимая свобода" в Афганистане завершена. Тем не менее, боевые действия в стране продолжались и иностранные войска остались в стране - в соответствии с начатой 1 января 2015 года операцией «Решительная поддержка», хотя общая численность войск была уменьшена.
31 мая 2017 года в дипломатическом районе Кабула возле здания посольства ФРГ был взорван заминированный грузовик-автоцистерна. Здание посольства ФРГ было серьёзно повреждено, также было повреждено находившееся рядом посольство Франции.
14 апреля 2021 года президент США Джо Байден объявил о планах начала вывода американских войск из Афганистана в мае 2021 с завершением этого процесса к 11 сентября 2021 года. В этот же день решение о выводе войск «в течение нескольких следующих месяцев» приняли страны НАТО. В дальнейшем обстановка в стране осложнилась, под контролем движения "Талибан" оказались новые районы.
В связи с приближением сил талибов к Кабулу, 15 августа 2021 года посольство Франции в "зелёной зоне" Кабула было закрыто, дипломатический персонал был переведён в столичный аэропорт.
28 августа 2021 года Франция завершила участие в эвакуации военнослужащих, гражданских лиц и афганских беженцев (всего с 15 до 28 августа 2021 были эвакуированы 2834 человека - 142 подданных Франции, 17 граждан других стран Европы и 2600 афганцев).

## Потери
Потери французского контингента в Афганистане с начала участия в операции до 8 декабря 2012 года составили 88 военнослужащих погибшими и 725 ранеными. В дальнейшем, потери продолжались.
В перечисленные выше потери не включены потери среди персонала ООН, находившегося в Афганистане в рамках миссии United Nations Assistance Mission in Afghanistan:
- 16 ноября 2003 года в городе Газни неизвестными был обстрелян автомобиль управления Верховного комиссара ООН по делам беженцев (UNHCR). В результате был ранен водитель автомашины (гражданин Афганистана) и погибла 29-летняя француженка Беттина Гойслард (она стала первым сотрудником ООН, погибшим в Афганистане после 2001 года)[9].

В перечисленные выше потери не включены потери «контрактников» военного контингента Франции (сотрудники иностранных частных военных и охранных компаний, компаний по разминированию, операторы авиатехники, а также иной гражданский персонал, действующий в Афганистане с разрешения и в интересах стран коалиции):
- по данным из открытых источников, в числе потерь «контрактников» международной коалиции в войне в Афганистане — по меньшей мере 1 гражданин Франции[11]
- следует учесть, что в число «контрактников» Франции в Афганистане входили не только граждане Франции, но и граждане других государств — в том числе, граждане Афганистана[12] (20 октября 2018 в Кабуле был убит гражданин Афганистана Qader Dawoudzai, работавший переводчиком французского военного контингента)[13].

В перечисленные выше потери не включены сведения о финансовых расходах на участие в войне, потерях в технике, вооружении и ином военном имуществе французского контингента в Афганистане.